# Mireille Mossé
Pour les articles homonymes, voir Mossé.
Mireille Mossé est une actrice française née le 8 février 1958 à Toulon et morte le 7 juin 2017 à  Marseille 5e.

## Biographie
Mireille Mossé est une actrice dont le visage et le physique atypiques la démarquent ; elle mesure 120 cm. Elle a joué l'un des personnages si particuliers de La Cité des enfants perdus de Marc Caro et Jean-Pierre Jeunet : Mlle Bismuth.
Sa collaboration avec Joël Jouanneau au théâtre a donné lieu à huit pièces dont : Oh les beaux jours et Fin de partie de Samuel Beckett, et Mamie Ouate en Papoasie.
Mireille Mossé décède le 7 juin 2017.

## Filmographie

### Cinéma
- 1995 : La Cité des enfants perdus de Marc Caro et Jean-Pierre Jeunet
- 1999 : La Fille sur le pont de Patrice Leconte
- 2003 : Swimming Pool de François Ozon

### Télévision
- 1998 : La Poursuite du vent de Nina Companeez
- 1991 : Cas de divorce épisode 77
- 1992 : Fool's Fire de Julie Taymor

## Théâtre
- 1986 au théâtre : La Savetière prodigieuse de Federico García Lorca, mise en scène de Jacques Nichet, Théâtre des 13 vents, reprise en 1988 au Théâtre de la Ville (Paris)
- 1990 au théâtre : Mamie Ouate en Papôasie de Joël Jouanneau et Marie-Claire Le Pavec, mise en scène de Joël Jouanneau, Théâtre de Sartrouville, Théâtre des Jeunes Années (Lyon), Théâtre du Rond-Point, reprise en 2001 et 2009 au Théâtre du Jeu de Paume (Aix en Provence)
- 1993 au théâtre : Ubu roi d'Alfred Jarry, mise en scène d'Hervé Lelardoux, Théâtre National de Bretagne (Rennes), Théâtre de l'Athénée
- 2000 au théâtre : Oh les beaux jours de Samuel Beckett, mise en scène de Joël Jouanneau, Théâtre du Point du Jour (Lyon), Théâtre de l'Athénée, reprise en 2006 au Théâtre Vidy-Lausanne et au Théâtre national de Toulouse Midi-Pyrénées
- 2003 au théâtre : La tempête de Shakespeare, mise en scène de Dominique Pitoiset, Maison de la Culture de Loire Atlantique (Nantes), Théâtre National de Villeurbanne
- 2004 : Antigone de Sophocle, mise en scène Jacques Nichet, Théâtre national de Toulouse Midi-Pyrénées, Odéon-Théâtre de l'Europe, Théâtre de la Manufacture, Théâtre des 13 vents
- 2005 au théâtre : Snarks d'après Lewis Carroll, mise en scène Laurent Fréchuret, Théâtre de Sartrouville
- 2009: Médée de Euripide, mise en scène Laurent Fréchuret, Théâtre de Sartrouville, Théâtre de Saint Quentin-en-Yvelines
- 2012 : Hier soir, demain soir (solo pour une actrice dans une chambre d'hôtel) de Lucy Caldwell, mise en scène de Richard Brunel pour Une chambre en ville - opus 2 avec La Comédie de Valence, reprise en 2013 au Festival Croisements à Pékin
- 2012-2014 : Le grand ordinaire - La Vieille (déambulation et galerie à ciel ouvert) écriture, conception et mise en scène de Claudine Pellé, Festivals Salon Public, Chaud-Dehors, Rue(z)&Vous, Roulez-Carros et Chalon dans la rue
- 2017 : Le Tartuffe de Molière mise en scène par Eric Massé dans le rôle de Mme Pernelle

### Autre source
- extrait d'acte de naissance 370/1958